# Арз-э-Метье (станция метро)
Арз-э-Метье (Arts et Métiers с фр. — «Искусства и ремёсла») — пересадочный узел линий 3 и 11 Парижского метрополитена. Своё название получил по расположенным рядом Национальной консерватории искусств и ремёсел и одноимённому музею.

## История
Станция открылась 19 октября 1904 года. Первым стал зал линии 3 на участке Вилье — Пер-Лашез. 28 апреля 1935 года открылся зал линии 11 в составе её первого пускового участка Шатле — Порт-де-Лила.
Пассажиропоток по входу в 2011 году, по данным RATP, составил 3 859 066 человек. В 2013 году пассажиропоток несколько вырос и составил 4 036 745 человек, что вывело пересадочный узел на 121 место по уровню пассажиропотока.

## Дизайн
В 1994 году парижская станция метро Арз-э-Метье благодаря бельгийскому художнику Франсуа Шуитену приобрела вид подводной лодки из произведений Жюля Верна и выдержана в стиле стимпанк.

## Путевое развитие
На перегонах Арз-э-Метье — Репюблик линии 11 и Арз-э-Метье — Реомюр — Севастополь линии 3 имеются пошёрстные съезды. Также между этими перегонами имеется однопутная служебная соединительная ветвь, позволяющая повернуть со станции Рамбюто линии 11 на линию 3.

## Галерея
- Линия 3
- Вид в сторону Пон-де-Левалуа — Бекон.
- Вид в сторону Гальени и состав модели MF 67

- Линия 11
- Состав модели MP 59
- Вид в сторону Мэри-де-Лила
- Вид в сторону Шатле